# V.E. Tychsen
Valentin Emil Tychsen (født 4. december 1847 i Odense, død 18. december 1914 i København) var en dansk officer og militærhistoriker.
Han var søn af købmand Valentin Tychsen og hustru f. Brodersen, blev uddannet på Den kongelige militære Højskole 1866-68, blev sekondløjtnant i Ingeniørkorpset 1868, var på Officerskolen 1868-70, blev premierløjtnant 1870, kaptajn 1875 og stabschef ved Ingeniørkorpset 1883-92. Han var lærer ved Officerskolen 1887-95, avancerede til oberstløjtnant 1894 og oberst 1906 og var chef for 2. Ingeniørdirektion fra 1900 samt næstkommanderende ved Fæstningsingeniørkommandoen, indtil han afskedigedes 1912.
Som lærer i krigsbygning ved Officerskolens ældste klasse 1887-95 udarbejdede han flere lærebøger i faget og har skrevet enkelte andre bøger, bl.a. Fortifikationsetaterne og Ingeniørkorpset 1684-1893 (1893), som Tychsen udarbejdede til korpsets 200-års jubilæum 1884 og senere udvidede. Været rummer personalia for
ingeniørofficererne i den danske (dansk-norske) hær. Tychsen skrev og bidrog desuden til C.F. Brickas Dansk biografisk Lexikon (1887-1905). 1903-12 var han formand i korpsets hovedkassekommission og 1909-12 medlem af den militære telegraf- og telefonkommission. Han havde tilsyn med de danske krigergrave i Tyskland og Østrig fra 1883 og var Krigsministeriets delegerede ved udstillingen i København 1888.
Han var desuden ingeniør ved Lammefjordens tørlægning 1873, medlem af bestyrelsen for Det Store Nordiske Telegrafselskab fra 1896, medstifter af og sekretær i Den tekniske Forening, bestyrelsesmedlem i samme 1877-1894 og Højres kandidat ved folketingsvalget i Københavns 3. kreds 1906. Han blev Ridder af Dannebrog 1884, Kommandør af 2. grad 1907, Kommandør af 1. grad 1912, Dannebrogsmand 1892 og modtog Fortjenstmedaljen i guld 1888 og var dekoreret med flere udenlandske ordener.
Han er begravet på Garnisons Kirkegård.